# John Terry
John Terry (Barking (Londres) 7 de desembre del 1980) fou un ex-futbolista professional anglès que a l'actualitat és el segon entrenador de l'Aston Villa de la Premier League. Fou un dels defenses més destacats d'Europa, fins i tot va ser votat com el millor jugador de la Lliga de Campions de la UEFA, l'any 2005.

## Trajectòria
Terry va ocupar un lloc summament important al Chelsea Football Club, on destacava com el gran baluard de l'equip juntament amb altres jugadors com Frank Lampard i Didier Drogba. El juliol de 2007 va renovar pel seu equip de tota la vida per la quantitat de 9.9 milions d'euros l'any, convertint-se en el futbolista millor remunerat de la història, per sobre de Cristiano Ronaldo i de Frank Lampard.

### Chelsea FC
John Terry es va formar en les categories inferiors del Chelsea FC i va debutar amb el primer equip en octubre de 1998, sota les ordres de Gianluca Vialli. Va ser triat millor jove de l'any del Chelsea el 2001 i 2002, temporades en les quals va marcar els gols de la victòria en quarts final i en les semifinals de la Copa anglesa. John Terry va esdevenir capità en la campanya 2003/04 en la qual el Chelsea va aconseguir el subcampionat. En el següent exercici va guanyar la Premiership després de 50 anys sense assolir-la. El 2005 va ser nomenat jugador de la Lliga pels futbolistes professionals anglesos.
A la final de la Champions League del 2008 disputada a Moscou va fallar el cinquè i decisiu llançament durant la tanda de penals que hauria donat la victòria al seu equip després que Cristiano Ronaldo no anotés el seu. El terreny de joc estava mullat per culpa de la intensa pluja, va relliscar just abans de xutar i la pilota va rebotar al pal de la porteria. Va acabar guanyant el Manchester Utd després que Van der Sar li parés el penal a Nicolàs Anelka.

### Aston Villa
El 3 de juliol de 2017, als 36 anys, va fitxar per l'Aston Villa després de 19 temporades defensant la samarreta del Chelsea FC.

### Selecció anglesa
El seu primer partit en competició oficial va ser contra la selecció de Macedònia, en partit valedor per a l'Eurocopa, quallant una meravellosa actuació com central en substitució del lesionat Rio Ferdinand. Es va perdre el primer partit de la Eurocopa 2004 per una lesió, però va participar en els tres següents. Anglaterra va caure en quarts de final enfront de Portugal. Sven-Göran Eriksson li va donar la confiança en la fase de classificació per a la Copa del Món, desplaçant a Sol Campbell de l'onze. Anglaterra va acabar entre els vuit primers a Alemanya 2006.

## Palmarès
Chelsea FC
- 1 Lliga de Campions de la UEFA: 2011-12.
- 1 Lliga Europa de la UEFA: 2012-13.
- 5 FA Premier League: 2004-05, 2005-06, 2009-10, 2014-15, 2016-17.
- 5 FA Cup: 1999-00, 2006-07, 2008-09, 2009-10, 2011-12.
- 3 League Cup: 2004-05, 2006-07, 2014-15.
- 2 Community Shield: 2005, 2009.